# Enrique Benavent Vidal

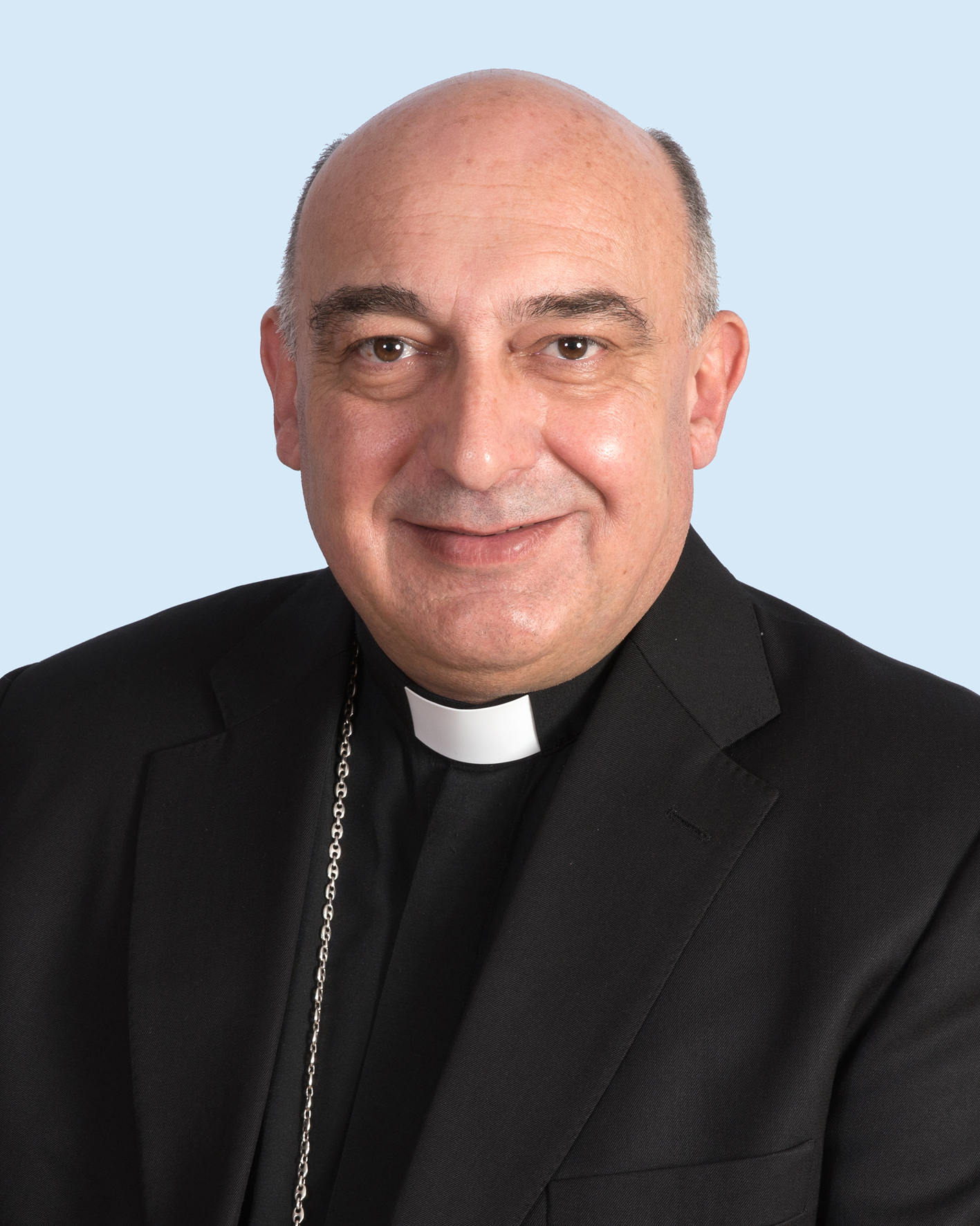
Enrique Benavent Vidal (2017)

Wappen von Enrique Benavent Vidal

Enrique Benavent Vidal (* 25. April 1959 in Cuatretonda) ist ein spanischer Geistlicher und römisch-katholischer Erzbischof von Valencia.

## Leben
Enrique Benavent Vidal empfing am 8. November 1982 durch Papst Johannes Paul II. das Sakrament der Priesterweihe für das Erzbistum Valencia. Dort wurde er 1993 bischöflicher Delegat für Pastoral (bis 1997) und zusätzlich Dogmatikprofessor an der Theologischen Fakultät San Vicente Ferrer, deren Dekan er 2004 wurde. Ab 2003 war Benavent Mitglied des Priesterrats des Erzbistums Valencia. 
Am 8. November 2004 ernannte ihn Papst Johannes Paul II. zum Titularbischof von Rotdon und zum Weihbischof in Valencia. Die Bischofsweihe spendete ihm der Erzbischof von Valencia, Agustín García-Gasco Vicente, am 8. Januar 2005; Mitkonsekratoren waren der Bischof von Santander, José Vilaplana Blasco, und der emeritierte Erzbischof von Barcelona, Ricardo María Kardinal Carles Gordó.
Papst Franziskus ernannte ihn am 17. Mai 2013 zum Bischof von Tortosa. Am 10. Oktober 2022 bestellte ihn Papst Franziskus zum Erzbischof von Valencia. Die Amtseinführung erfolgte am 10. Dezember desselben Jahres.